# STS-106
STS-106 (ang. Space Transportation System) – jedenastodniowa misja wahadłowca Atlantis do Międzynarodowej Stacji Kosmicznej. Był to dwudziesty drugi lot promu kosmicznego Atlantis i dziewięćdziesiąty dziewiąty programu lotów wahadłowców.

## Załoga
źródło
- Terrence Wilcutt (4)*, dowódca (CDR)
- Scott D. Altman (2), pilot (PLT)
- Daniel C. Burbank (1), specjalista misji (MS3)
- Edward Lu (2), specjalista misji (MS1)
- Richard A. Mastracchio (1), specjalista misji (MS2)
- Jurij Malenczenko (2), specjalista misji (MS4) (Rosja)
- Boris Morukow (1), specjalista misji (MS5) (Rosja)

*(w nawiasie podano liczbę lotów odbytych przez każdego z astronautów)

## Parametry misji
- Masa: 
  - startowa orbitera: 115 259 kg
  - lądującego orbitera: 100 369 kg
  - ładunku: 10 219 kg
- Perygeum: 375 km[5]
- Apogeum: 387 km[5]
- Inklinacja: 51,6°[5]
- Prędkość: 28 000 km/h
- Okres orbitalny: 92,2 min[5]

## Cel misji
Czwarty lot wahadłowca na stację kosmiczną ISS – aktywacja nowo zainstalowanego rosyjskiego modułu obsługowego Zwiezda (wyniesionego na orbitę w lipcu 2000 r. przy pomocy rakiety Proton). 

## Dokowanie do ISS
- Połączenie z ISS: 10 września 2000, 05:51:25 UTC
- Odłączenie od ISS: 18 września 2000, 03:46:00 UTC
- Łączny czas dokowania: 7 dni 21 godzin 54 minut 35 sekund

## Spacer kosmiczny
- EVA (11 września 2000, 6 godz. 14 min): E. Lu, J. Malenczenko.